# 伊号第百六十二潜水艦
| 画像をアップロード | |
| 艦歴               | |
| 計画               | 大正12年度艦艇補充計画                                                                                              |
| 起工               | 1927年4月20日 |
| 進水               | 1928年11月29日 |
| 就役               | 1930年4月24日 |
| 除籍               | 1945年11月30日 |
| その後             | 1946年4月1日 五島列島沖で爆破処分                                                                                   |
| 性能諸元           | |
| 排水量             | 基準：1,635トン 常備：1,720トン 水中：2,300トン                                                                     |
| 全長               | 97.70m |
| 全幅               | 7.80m |
| 吃水               | 4.83m |
| 機関               | ラ式2号ディーゼル2基2軸 水上：6,000馬力 水中：1,800馬力                                                             |
| 速力               | 水上：20.0kt 水中：8.5kt                                                                                            |
| 航続距離           | 水上：10ktで10,800海里 水中：3ktで60海里                                                                            |
| 燃料               | 重油：230t |
| 乗員               | 58名 |
| 兵装               | 40口径十一年式12cm単装砲1門 留式7.7mm機銃1挺 53cm魚雷発射管 艦首4門、艦尾2門 八九式魚雷14本 Kチューブ（水中聴音機） |
| 備考               | 安全潜航深度：60m                                                                                                   |

伊号第百六十二潜水艦（いごうだいひゃくろくじゅうにせんすいかん）は、日本海軍の潜水艦。伊百六十一型潜水艦（海大IV型）の2番艦。竣工時の艦名は伊号第六十二潜水艦。

## 艦歴
- 1927年（昭和2年）4月20日 - 三菱神戸造船所で起工。（徳川武定海軍技術中将による建造。姉妹艦に伊61と伊64があり本艦のネームシップは伊61。）
- 1928年（昭和3年）11月29日 - 進水
- 1930年（昭和5年）4月24日 - 竣工。佐世保鎮守府籍となり、伊61と共に第29潜水隊を編成[2][3]。
- 1935年（昭和10年）10月21日 - 1936年4月まで予備艦となる[3]。
- 1938年（昭和13年）6月1日 - 艦型名を伊六十一型に改正[4]。
- 1939年（昭和14年）11月15日 - 予備艦となる[3]。
- 1940年（昭和15年）3月20日 - 第29潜水隊（伊61、伊62、伊64）は佐世保で第三予備艦となる[3]。
- 1941年（昭和16年）12月5日 - 第5潜水戦隊第29潜水隊に属し、三亜を出航。マレー作戦に参戦[2]。
  - 12月27日 - カムラン湾に到着[2]。
- 1942年（昭和17年）1月7日 - カムラン湾を出航し、インド洋方面で活動[2]。
  - 1月31日0753 - コロンボ西方24浬地点付近で英タンカーロングウッド（Longwood、9,463トン）を撃破[5]。
  - 2月4日2300 - 北緯06度16分 東経79度38分 / 北緯6.267度 東経79.633度のコロンボ南西沖合で英タンカースパンディラス（Spondilus、7,402トン）を撃破[5]。
  - 2月10日 - ペナン着[2]。
  - 2月28日 - ペナンを出航し、インド洋方面で活動[2]。
  - 3月10日 - 第29潜水隊が解隊し、第28潜水隊に編入[2]。北緯13度22分 東経87度27分 / 北緯13.367度 東経87.450度のインド洋で英帆船ラカシミ･ゴビンダ（Lakshmi Govinda、235トン）を砲撃により撃沈[5]。
  - 3月16日2311 - チラチャップ南方沖合で蘭貨物船マーカス（Merkus、865トン）を砲撃により撃沈[5]。
  - 3月21日1132 - 北緯06度40分 東経79度40分 / 北緯6.667度 東経79.667度コロンボ南方沖合で英タンカーサン・シリロ（San Cirilo、8,012トン）を雷撃により撃破[5]。
  - 3月22日 - 北緯10度50分 東経83度59分 / 北緯10.833度 東経83.983度のポーク海峡北口東方沖合で貨客船を雷撃するも、戦果未確認。[5]。
  - 4月2日 - ペナン出航[2]。
  - 4月10日 - 第28潜水隊が解隊し、第30潜水隊に編入[2]。
  - 4月12日 - 佐世保入港[2]。
  - 5月20日 - 伊号第百六十二潜水艦に改名。
  - 5月28日 - ミッドウェー海戦に参加[2]。
  - 7月1日 - 佐世保に入港[2]。
  - 7月10日 - 第30潜水隊が南西方面艦隊に編入[2]。
  - 8月6日 - 佐世保出航。ペナン経由でインド洋交通破壊戦に参加[2]。
  - 10月3日1452 - 北緯19度24分 東経85度24分 / 北緯19.400度 東経85.400度のヴィシャカパトナム東方のベンガル湾で、一般貨物を積んでカルカッタからカラチへ航行中のソ連貨物船ミコヤン（Mikoyan、2,332トン）を連合軍の商船と誤認して雷撃。魚雷はミコヤンの1番船倉と2番船倉の中間部に命中。同船はSOSを送信したのち放棄され、そのまま沈没[5]。
  - 10月7日1624 - 北緯15度00分 東経80度30分 / 北緯15.000度 東経80.500度のマチリーパトナム東南東400浬地点付近で、石炭7,100トンを積んでカルカッタからヴィシャカパトナム経由でコロンボへ航行中の英貨物船マノン（Manon、5,597トン）[注釈 1]を雷撃により撃沈[5]。
  - 10月13日 - 北緯06度31分 東経82度03分 / 北緯6.517度 東経82.050度のセイロン島ドンドラ東方沖合のベンガル湾で、英貨物船マータバン（Martaban、4,161トン）を雷撃し撃破[5]。船首に魚雷1本が命中したマータバンは曳航によりコロンボに入港した。
- 1943年（昭和18年）3月10日 - 佐世保入港。修理を実施[2]。
  - 9月4日 - 呉を出航し、16日、ペナンに到着[2]。
  - 9月26日 - ペナンを出航しインド洋交通破壊戦に参加[2]。
  - 11月9日 - ペナンを出航しシンガポールへ回航[2]。
  - 12月14日 - ペナンを出航しインド洋交通破壊戦に参加[2]。
- 1944年（昭和19年）3月25日 - 呉防備戦隊に編入[2]。 
  - 4月15日 - 呉入港。内海西部で訓練に従事[2]。
  - 12月15日 - 呉潜水戦隊第19潜水隊に編入[3]。
- 1945年（昭和20年）4月1日 - 第6艦隊第34潜水隊に編入され、回天基地輸送任務に従事[2][5]。
  - 8月15日 - 第15潜水隊に編入され終戦を迎える[5]。
- 1946年（昭和21年）4月1日 - 五島列島沖で米軍により爆破処分[6]。

撃沈総数4隻、撃沈トン数9,029トン。撃破総数4隻、撃破トン数29,038トン。

## 歴代艦長
※『艦長たちの軍艦史』428-429頁による。

### 艤装員長
- 魚住治策 少佐：1929年9月20日 - 1930年4月24日

### 艦長
- 魚住治策 少佐：1930年4月24日 - 1931年12月1日
- 加藤与四郎 少佐：1931年12月1日 - 1932年11月15日
- 服部邦男 少佐：1932年11月15日 - 1935年5月25日
- 岡本義助 少佐：1935年5月25日 - 1935年10月21日
- （兼）大竹寿雄 少佐：1935年10月21日 - 1936年2月15日
- （兼）藤井明義 少佐：1936年2月15日 - 1936年4月10日
- 深谷惣吉 少佐：1936年4月10日 - 1936年12月1日
- 小林一 少佐：1936年12月1日 - 1937年12月1日
- 加藤良之助 中佐：1937年12月1日 - 1938年11月1日[7]
- 西野耕三 少佐：1938年11月1日 - 1939年11月15日[8]
- （兼）花房博志 少佐：1939年11月15日[9] - 1940年3月20日[10]
- （兼）小川綱嘉 少佐：1940年3月20日[10] - 1940年6月15日[11]
- 河野昌通 少佐：1940年6月15日[11] - 1940年10月30日[12]
- 伊豆寿市 少佐：1940年10月30日 - 1941年7月1日[13]
- 木梨鷹一 少佐：1941年7月1日 - 1942年6月30日
- 下瀬吉郎 少佐：1942年6月30日 -
- 土居誉重 少佐：1943年5月12日 -
- 河島守 大尉：1944年4月30日 -
- 大場佐一 少佐：1944年9月5日 -
- 谷浦英男 少佐：1945年1月9日 -